# Nati nel 1933/Marzo
| Questa pagina contiene informazioni ricavate automaticamente dalle voci biografiche con l'ausilio del template Bio e di un bot. L'aggiornamento è periodico e automatico e ricostruisce completamente la pagina. Se manca una persona in questa lista, sei pregato di non aggiungerla, ma accertati piuttosto che la sua voce biografica contenga il template Bio e che i dati anagrafici siano correttamente compilati. Se il template Bio manca, inseriscilo tu stesso o, in alternativa, metti l'avviso {{tmp\|Bio}} che ne segnala la mancanza. Se i dati riportati sono sbagliati, correggi direttamente la voce biografica; le modifiche saranno visibili in questa lista entro pochi giorni. Per chiarimenti vedi il progetto biografie. La lista contiene solo le 189 persone che sono citate nell'enciclopedia e per le quali è stato implementato correttamente il template Bio. Pagina aggiornata al 18 ago 2025. |

- 1º marzo - Graham Adams, allenatore di calcio e calciatore inglese († 2020)
- 1º marzo - Albino Cocco, regista e attore italiano († 2003)
- 1º marzo - Félicien Kabuga, imprenditore ruandese
- 1º marzo - Ivan Kolev, allenatore di pallacanestro bulgaro († 2020)
- 2 marzo - Robert Abbott, autore di giochi statunitense († 2018)
- 2 marzo - Jacques Kamb, fumettista e sceneggiatore francese († 2015)
- 2 marzo - Vladimir Kaplunov, sollevatore sovietico († 2015)
- 2 marzo - Meki Megara, pittore e scultore marocchino († 2009)
- 2 marzo - Ziva Rodann, attrice e mimo israeliana
- 2 marzo - Joel Shankle, ostacolista statunitense († 2015)
- 3 marzo - Dario Del Corno, grecista, traduttore e librettista italiano († 2010)
- 3 marzo - Orlando Etcheberrigaray, cestista cileno († 2017)
- 3 marzo - Jimmy Garrison, contrabbassista statunitense († 1976)
- 3 marzo - Alfredo Landa, attore spagnolo († 2013)
- 3 marzo - Tomas Milian, attore cubano († 2017)
- 3 marzo - Isarco Ravaioli, attore italiano († 2004)
- 4 marzo - John Ciaccia, politico italiano († 2018)
- 4 marzo - Elsy Jacobs, ciclista su strada e pistard lussemburghese († 1998)
- 4 marzo - Michael Jeffery, imprenditore britannico († 1973)
- 4 marzo - Jacques Julliard, storico e saggista francese († 2023)
- 4 marzo - Nino Vaccarella, pilota automobilistico italiano († 2021)
- 4 marzo - Louis Viannet, sindacalista francese († 2017)
- 5 marzo - Don L. Anderson, geologo statunitense († 2014)
- 5 marzo - Jef Eygel, cestista belga († 2005)
- 5 marzo - André Hess, calciatore francese († 2004)
- 5 marzo - Walter Kasper, cardinale, vescovo cattolico e teologo tedesco
- 5 marzo - Earl Leggett, giocatore di football americano e allenatore di football americano statunitense († 2008)
- 5 marzo - İsmail Ogan, lottatore turco († 2022)
- 5 marzo - Arlen Dean Snyder, attore statunitense († 2024)
- 5 marzo - Evgenij Andreevič Vasjukov, scacchista russo († 2018)
- 6 marzo - Mariano Arana, politico e architetto uruguaiano († 2023)
- 6 marzo - William Blum, giornalista, scrittore e storico statunitense († 2018)
- 6 marzo - István Ilku, calciatore e allenatore di calcio ungherese († 2005)
- 6 marzo - Américo Lopes, calciatore portoghese († 2023)
- 6 marzo - Willy Schäfer, attore tedesco († 2011)
- 6 marzo - Rocco Torrebruno, cantante italiano († 1998)
- 7 marzo - Jackie Blanchflower, calciatore nordirlandese († 1998)
- 7 marzo - Antonio Collar, ex calciatore spagnolo
- 7 marzo - Donald Douglas, attore britannico
- 7 marzo - Hannelore Kohl, tedesca († 2001)
- 7 marzo - Alfredo Margreth, medico e biochimico italiano († 2021)
- 8 marzo - Noè Conti, ciclista su strada italiano († 2015)
- 8 marzo - Věra Grubrová, ex cestista cecoslovacca
- 8 marzo - Zoltan Hospodar, ex pallanuotista rumeno
- 8 marzo - Sergio Martelli, politico, editore e giornalista italiano († 2020)
- 8 marzo - Peter Pass, pallanuotista britannico († 2012)
- 8 marzo - Vincenzo Ravera, calciatore italiano († 2016)
- 8 marzo - Luca Ronconi, attore e regista teatrale italiano († 2015)
- 8 marzo - Evelyn Ay Sempier, modella statunitense († 2008)
- 8 marzo - Carla Tagliaferri, architetta e pittrice italiana
- 8 marzo - Boo Takagi, comico, attore e cantante giapponese
- 9 marzo - Gabriel Mas, ex ciclista su strada spagnolo
- 9 marzo - Ennio Pintacuda, gesuita, sociologo e attivista italiano († 2005)
- 9 marzo - Lloyd Price, cantante statunitense († 2021)
- 9 marzo - Arthur Rowley, calciatore inglese († 2014)
- 10 marzo - Patricia Bergquist, zoologa neozelandese († 2009)
- 10 marzo - Tina Centi, cantante italiana († 1991)
- 10 marzo - ʿAbd al-Ḥamīd Kishk, predicatore egiziano († 1996)
- 10 marzo - Pentti Palkoaho, cestista finlandese († 2002)
- 10 marzo - John Wrighton, ex velocista britannico
- 11 marzo - Walter Brueggemann, insegnante, teologo e biblista statunitense († 2025)
- 11 marzo - Alfonso Buonocore, nuotatore e pallanuotista italiano († 2023)
- 11 marzo - Massimo Coen, violinista, musicista e compositore italiano († 2017)
- 11 marzo - Léa Garcia, attrice brasiliana († 2023)
- 11 marzo - Sandra Milo, attrice e conduttrice televisiva italiana († 2024)
- 11 marzo - Gianroberto Scarcia, orientalista, linguista e traduttore italiano († 2018)
- 12 marzo - Augusto Blotto, poeta e imprenditore italiano († 2024)
- 12 marzo - Myrna Fahey, attrice statunitense († 1973)
- 12 marzo - Barbara Feldon, attrice e scrittrice statunitense
- 12 marzo - Jesús Gil, imprenditore e politico spagnolo († 2004)
- 12 marzo - Niède Guidon, archeologa brasiliana († 2025)
- 12 marzo - Ken Hodgkisson, calciatore inglese († 2018)
- 13 marzo - Said Mustafov, lottatore bulgaro († 1990)
- 13 marzo - Mike Stoller, compositore statunitense
- 13 marzo - Calvert Watkins, filologo classico e linguista statunitense († 2013)
- 13 marzo - Jean Wettstein, ex calciatore francese
- 14 marzo - Michael Caine, attore britannico
- 14 marzo - René Felber, politico svizzero († 2020)
- 14 marzo - Quincy Jones, arrangiatore, direttore d'orchestra e produttore discografico statunitense († 2024)
- 14 marzo - Malika del Marocco, principessa marocchina († 2021)
- 14 marzo - Jože Pogačnik, linguista e critico letterario sloveno († 2002)
- 15 marzo - Ruth Bader Ginsburg, giurista e magistrata statunitense († 2020)
- 15 marzo - Edward Peter Cullen, vescovo cattolico statunitense († 2023)
- 15 marzo - Hiroshi Ito, doppiatore giapponese
- 15 marzo - Annette Muller, scrittrice francese († 2021)
- 15 marzo - Don Schlundt, cestista statunitense († 1985)
- 15 marzo - Philippe de Broca, regista e sceneggiatore francese († 2004)
- 16 marzo - Samuel Aguilar, calciatore paraguaiano († 2013)
- 16 marzo - Teresa Berganza, mezzosoprano spagnolo († 2022)
- 16 marzo - Fabio Maria Ciuffini, politico e progettista italiano
- 16 marzo - Maria Doris, cantante italiana († 2023)
- 16 marzo - Emilio Giardina, economista e politico italiano († 2024)
- 16 marzo - Bernard Mohlalisi, arcivescovo cattolico lesothiano († 2020)
- 16 marzo - Howie Triano, cestista canadese († 2017)
- 16 marzo - Robert Young, regista, sceneggiatore e produttore cinematografico inglese
- 17 marzo - Heather Armitage, ex velocista britannica
- 17 marzo - Pina Bottin, attrice italiana († 2024)
- 17 marzo - Pentti Linnosvuo, tiratore a segno finlandese († 2010)
- 17 marzo - Penelope Lively, scrittrice britannica
- 17 marzo - Mamma Ebe, mistica e criminale italiana († 2021)
- 17 marzo - Piet Ouderland, calciatore, allenatore di calcio e cestista olandese († 2017)
- 17 marzo - Bob Perry, tennista statunitense († 2023)
- 17 marzo - Sewall Shurtz, schermidore statunitense († 2018)
- 18 marzo - Eikoh Hosoe, fotografo e regista giapponese († 2024)
- 18 marzo - Giuseppe Marton, politico italiano († 2006)
- 18 marzo - Sergio Pitol, scrittore, traduttore e diplomatico messicano († 2018)
- 18 marzo - Severino Poletto, cardinale e arcivescovo cattolico italiano († 2022)
- 18 marzo - Giuseppe Pulicari, militare italiano († 1979)
- 18 marzo - Win Wilfong, cestista statunitense († 1985)
- 19 marzo - Ahmed Arab, calciatore francese († 2023)
- 19 marzo - Lino Cappelletti, cestista italiano († 1996)
- 19 marzo - Luciano D'Alessandro, fotografo e giornalista italiano († 2016)
- 19 marzo - Enrico De Carli, cestista brasiliano
- 19 marzo - Phyllis Newman, attrice e cantante statunitense († 2019)
- 19 marzo - Zale Parry, attrice statunitense
- 19 marzo - Philip Roth, scrittore statunitense († 2018)
- 19 marzo - Michel Sabbah, patriarca cattolico palestinese
- 19 marzo - Renée Taylor, attrice e doppiatrice statunitense
- 19 marzo - Giuliano Turatti, ex calciatore italiano
- 19 marzo - Richard Williams, animatore e regista canadese († 2019)
- 19 marzo - Édson dos Santos, ex calciatore brasiliano
- 20 marzo - Henryk Muszyński, arcivescovo cattolico polacco
- 20 marzo - Michael Pfleghar, regista e sceneggiatore tedesco († 1991)
- 20 marzo - Nikola Radović, calciatore jugoslavo († 1991)
- 20 marzo - Azeglio Vicini, calciatore e allenatore di calcio italiano († 2018)
- 21 marzo - Michael Heseltine, politico britannico
- 21 marzo - Silvio Panciera, epigrafista e storico italiano († 2016)
- 21 marzo - Fons van Wissen, calciatore olandese († 2015)
- 22 marzo - Abolhassan Banisadr, politico iraniano († 2021)
- 22 marzo - Wolfgang Böker, psichiatra tedesco († 2024)
- 22 marzo - Linden Chiles, attore statunitense († 2013)
- 22 marzo - Richard Easton, attore canadese († 2019)
- 22 marzo - Manabu Fujita, ex cestista giapponese
- 22 marzo - Eveline Hasler, scrittrice svizzera
- 22 marzo - Michel Hidalgo, allenatore di calcio e calciatore francese († 2020)
- 22 marzo - Buddy MacKay, politico statunitense († 2024)
- 23 marzo - Giulio Del Tredici, scrittore italiano († 1994)
- 23 marzo - Anna Fendi, stilista e imprenditrice italiana
- 23 marzo - Gustavo Giagnoni, calciatore e allenatore di calcio italiano († 2018)
- 23 marzo - Hayes Alan Jenkins, ex pattinatore artistico su ghiaccio statunitense
- 23 marzo - Abdul Khaliq, velocista pakistano († 1988)
- 23 marzo - John Taylor, pilota automobilistico britannico († 1966)
- 23 marzo - Philip Zimbardo, psicologo statunitense († 2024)
- 24 marzo - Arturo Cacciamani, cestista argentino († 2020)
- 24 marzo - Philomena Lee, attivista irlandese
- 24 marzo - Lee Mendelson, produttore cinematografico statunitense († 2019)
- 24 marzo - Gabriella Olla Repetto, archivista italiana († 2020)
- 24 marzo - William Smith, attore statunitense († 2021)
- 24 marzo - Shigeo Yaegashi, calciatore giapponese († 2011)
- 25 marzo - Domenico Caruso, poeta e scrittore italiano
- 25 marzo - Carlos Duarte, calciatore portoghese († 2022)
- 25 marzo - Dick Duckett, cestista statunitense († 2021)
- 25 marzo - Peter Ehrlich, attore tedesco († 2015)
- 25 marzo - Wee Willie Harris, cantante, musicista e pianista britannico († 2023)
- 25 marzo - Romano Puppo, attore e stuntman italiano († 1994)
- 25 marzo - Henio Zytomirski, polacco († 1942)
- 26 marzo - Tinto Brass, regista, sceneggiatore e montatore italiano
- 26 marzo - Mauro Chessa, pittore italiano († 2022)
- 26 marzo - Gianni Molinari, ex calciatore italiano
- 26 marzo - John Roach, giocatore di football americano statunitense († 2021)
- 27 marzo - Guido Bodrato, politico e economista italiano († 2023)
- 27 marzo - Michel Guérard, cuoco, scrittore e imprenditore francese († 2024)
- 27 marzo - Hazel Henderson, economista inglese († 2022)
- 27 marzo - Gino Pivatelli, ex calciatore e allenatore di calcio italiano
- 28 marzo - James Bidgood, fotografo e regista statunitense († 2022)
- 28 marzo - Aleksandr Naumovič Mitta, regista sovietico († 2025)
- 28 marzo - Tete Montoliu, pianista e compositore spagnolo († 1997)
- 28 marzo - Frank Murkowski, politico statunitense
- 28 marzo - Juan Sandoval Íñiguez, cardinale e arcivescovo cattolico messicano
- 28 marzo - Jerzy Strzałka, schermidore polacco († 1976)
- 28 marzo - Ian Vermaak, tennista sudafricano († 2025)
- 29 marzo - Ezio Alovisi, regista italiano († 2022)
- 29 marzo - Matylda Matoušková, ex ginnasta cecoslovacca
- 29 marzo - Edo Nicora, ex calciatore italiano
- 29 marzo - Aldo Novelli, ex calciatore italiano
- 29 marzo - Bob Schafer, cestista statunitense († 2005)
- 30 marzo - Anna-Lisa, attrice norvegese († 2018)
- 30 marzo - Jean-Claude Brialy, attore, regista e sceneggiatore francese († 2007)
- 30 marzo - Laura Frausin Guarino, traduttrice italiana
- 30 marzo - Rubén Navarro, allenatore di calcio e calciatore argentino († 2003)
- 30 marzo - Gianfranco Pardi, pittore e scultore italiano († 2012)
- 30 marzo - Joe Ruby, animatore, produttore televisivo e montatore statunitense († 2020)
- 30 marzo - Ettore Stratta, produttore discografico e direttore d'orchestra italiano († 2015)
- 31 marzo - John Charles Butcher, matematico neozelandese
- 31 marzo - Anita Carter, cantante statunitense († 1999)
- 31 marzo - Fred Else, calciatore inglese († 2015)
- 31 marzo - Naro Barbato, fumettista italiano
- 31 marzo - Nichita Stănescu, poeta e saggista rumeno († 1983)
- 31 marzo - Boris Tatušin, calciatore e allenatore di calcio sovietico († 1998)